# 愛德華·利爾
愛德華·利爾（英語：Edward Lear，1812年5月12日—1888年1月29日）是19世紀英國著名的打油詩人、漫畫家、風景畫家，一生周遊於歐洲各國，以其作品《荒誕書》（A Book of Nonsense）而聞名。

## 生平
愛德華·利爾1812年5月12日出生於英國倫敦郊區的霍洛威，其父母為股票經紀人耶利米·利爾（Jeremiah Lear）和安·克拉克·斯凱雷特（Ann Clark Skerrett），在全家21個孩子中利爾排行第二十。1816年，利爾4歲時因家道中落，轉而由姊姊安娜照顧。15歲便開始賣畫以維持生計，18歲時為倫敦動物學會及大英博物馆的約翰·古爾德爵士繪製標本畫。
1832年，利爾受到德比伯爵的資助，繪製珍禽畫冊，並遠赴義大利、希臘等地采風。在創作之餘，利爾還為德比伯爵的孫子孫女們塗鴉了不少有趣的詩配畫，後來匯集為《荒誕書》。1837年利爾搬至羅馬，與一批英國僑居畫家和作家為伍，在這期間誕生了他的兩部配圖豐富的作品：《羅馬及周邊景觀》（Views in Rome and its Environs，1841年）和《圖繪義大利風光》（Illustrated Excursions in Italy，1846－7年）。1846年，利爾受邀去指導維多利亞女王繪畫。
利爾終身未婚，為了畫風景而走遍歐洲各國及巴勒斯坦、敘利亞和印度等地，據估計畫出了上萬張的水彩畫。

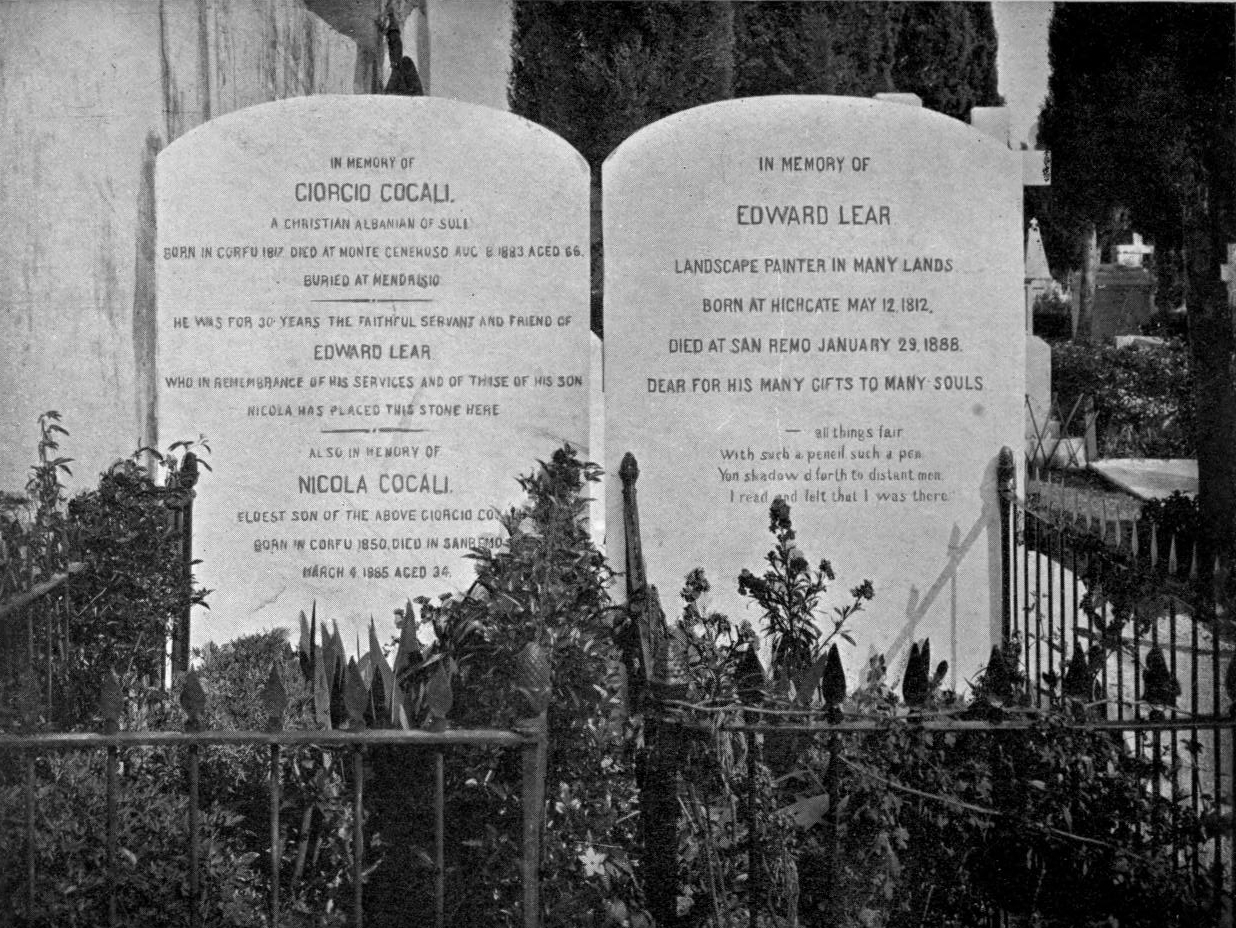
利爾在聖雷莫的墓碑。

由於身體健康因素，利爾中年後定居於義大利聖雷莫，過著接近與世隔絕的生活。1883年，利爾喜愛的僕人喬治·科卡利（Giorgio Kokali）逝世，留下他與寵物貓「福斯」（Foss）相依為命，這隻貓也出現在利爾的許多畫作內。1887年11月，愛貓福斯逝世，利爾把牠葬在私人土地內。幾個月後（1888年1月29日），利爾本人也隨之逝世。

## 作品
利爾一生中創作了大量的繪畫、詩歌和音樂，至今他所創作的油畫、水彩畫、速寫被收藏在泰特美術館和維多利亞及阿爾伯特博物館中。
在利爾的各種作品中，以《荒誕書》最為知名。1846年，利爾使用德利當德利（Derry down Derry）的筆名將《荒誕書》集結出版。1871年又推出了續集《荒誕的歌、故事、植物和字母》，其中的詩歌〈貓頭鷹和貓咪〉（The Owl and the Pussycat）極為著名，在2014年的一項民意調查中獲選為英國最受歡迎的童謠。

## 插畫

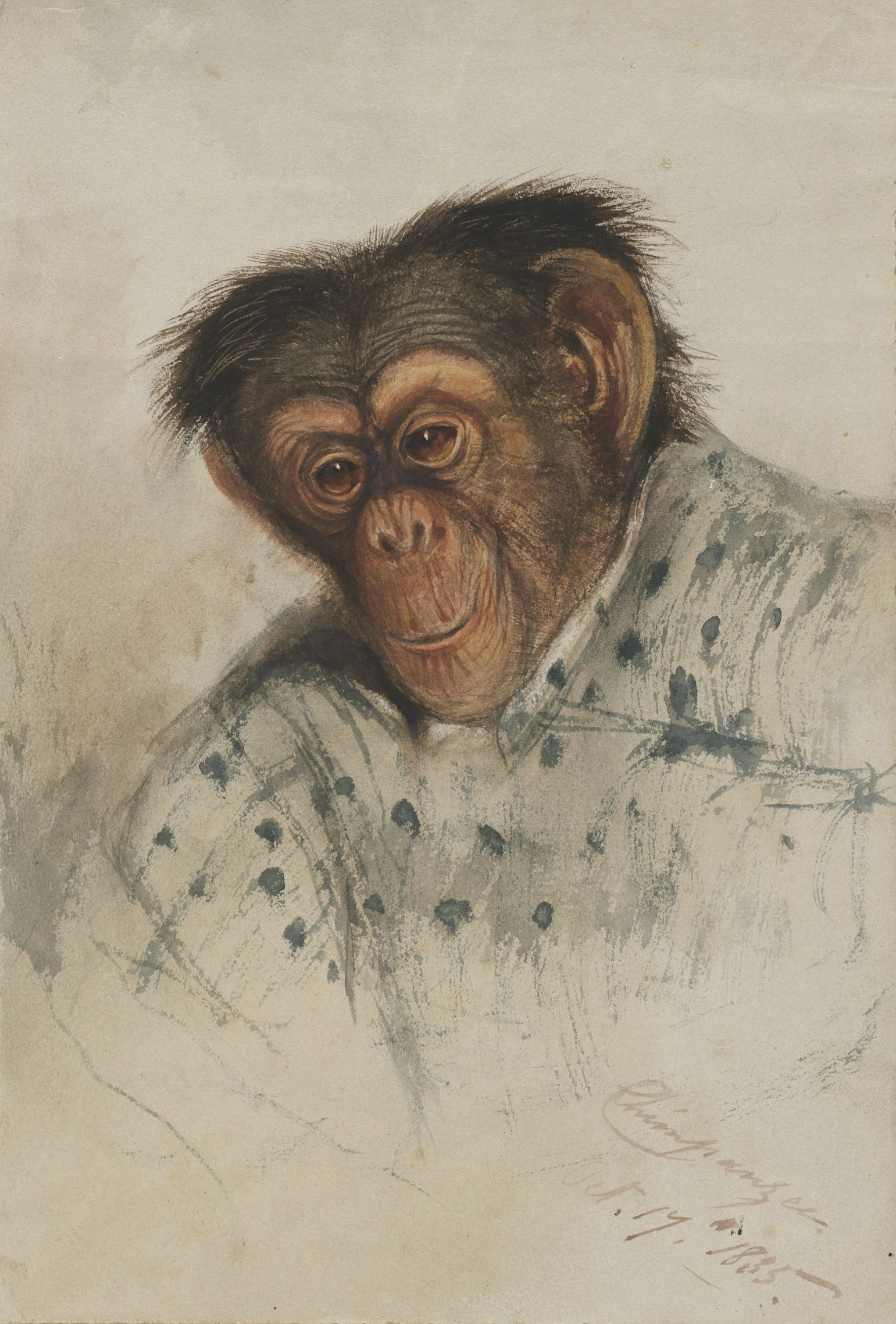
黑猩猩，1835年
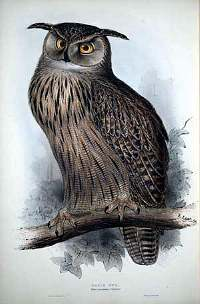
利爾畫的貓頭鷹，1837年
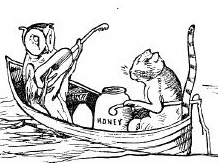
貓頭鷹和貓咪，《荒誕書》的插圖
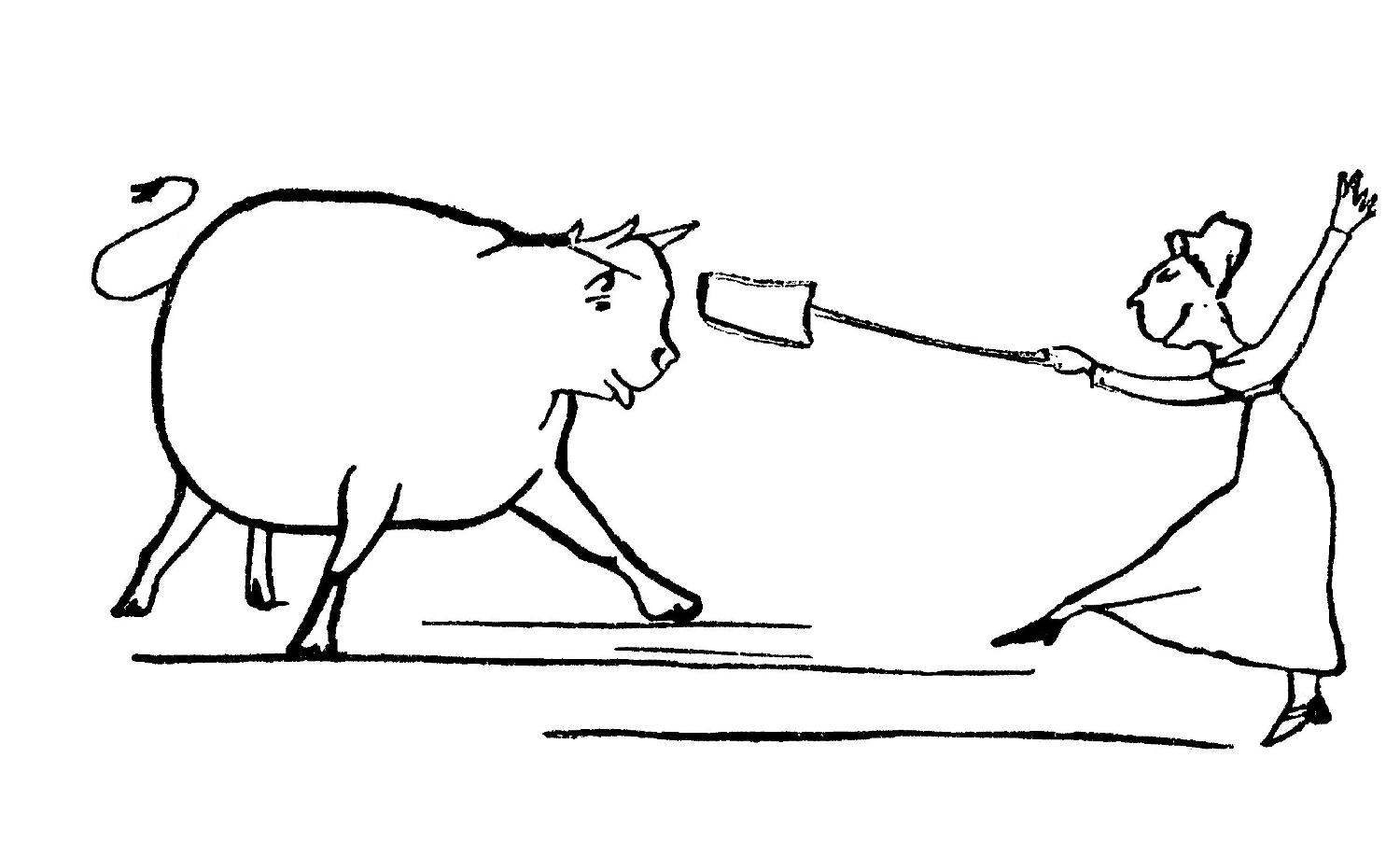
《荒誕書》的其中一張插圖
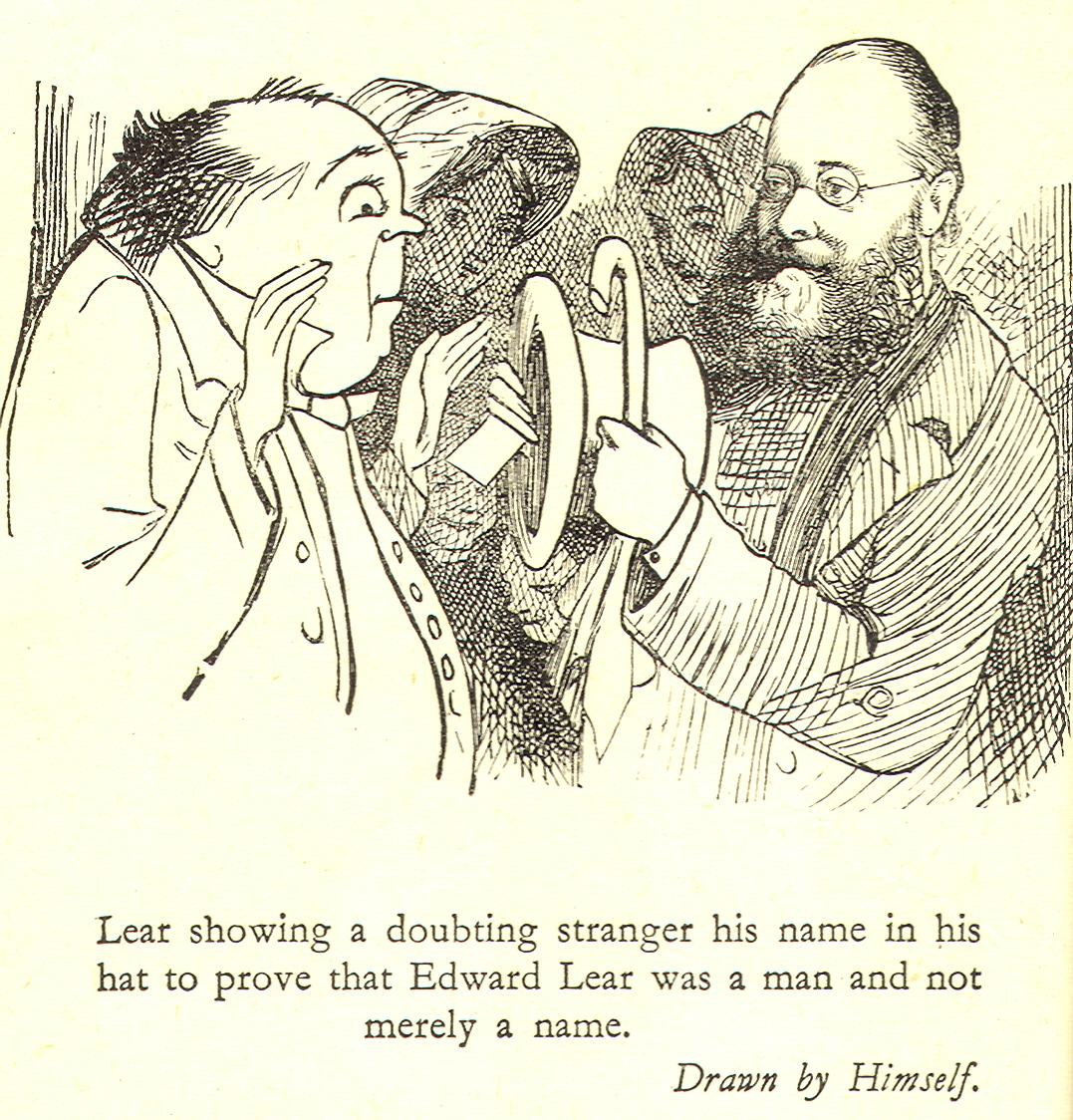
自畫像
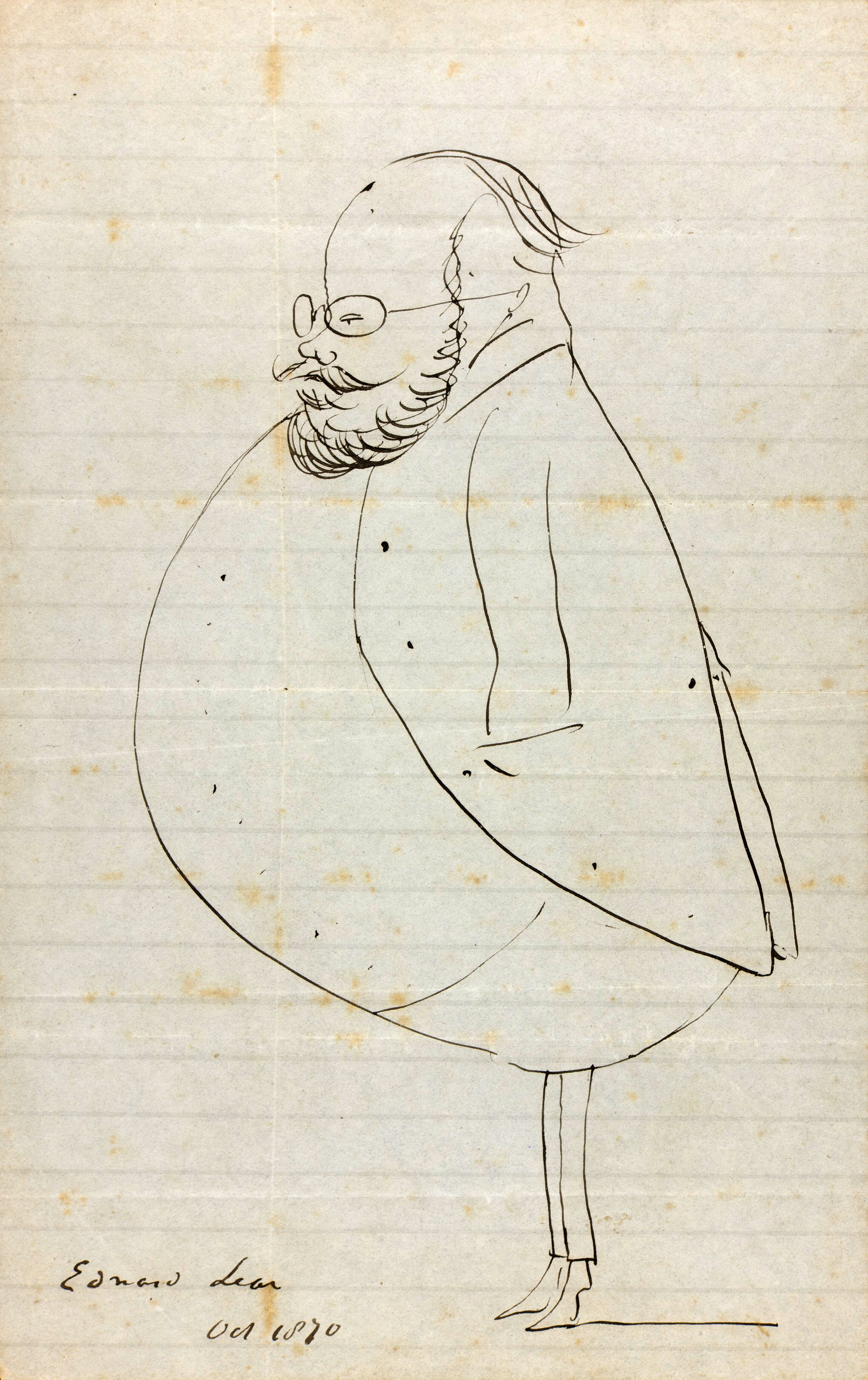
另一自畫像
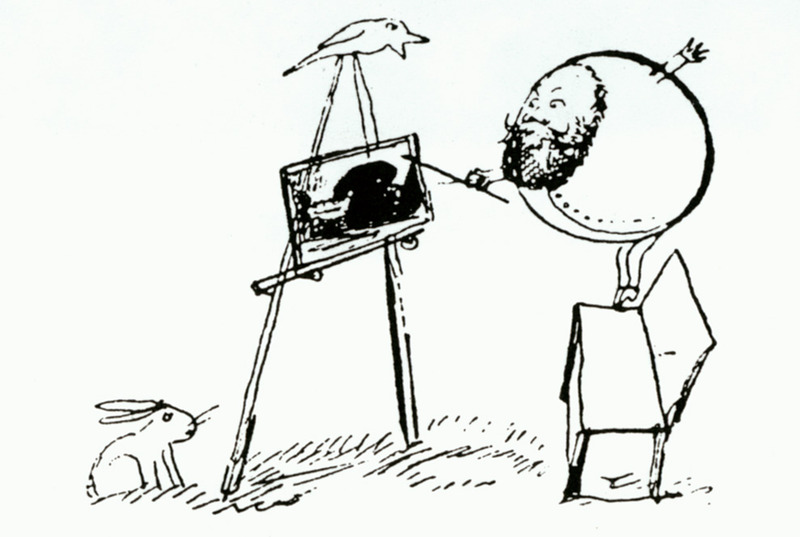
自畫像，描繪自己在作畫
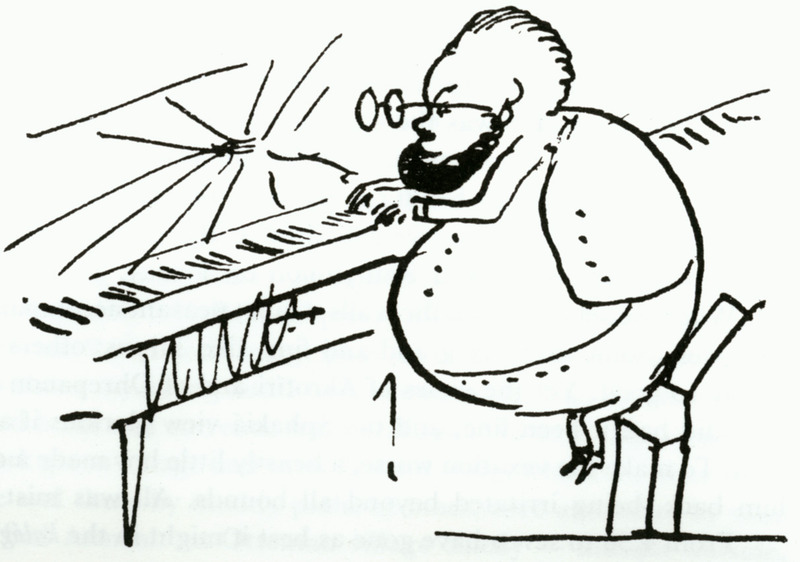
自畫像，描繪自己在彈鋼琴
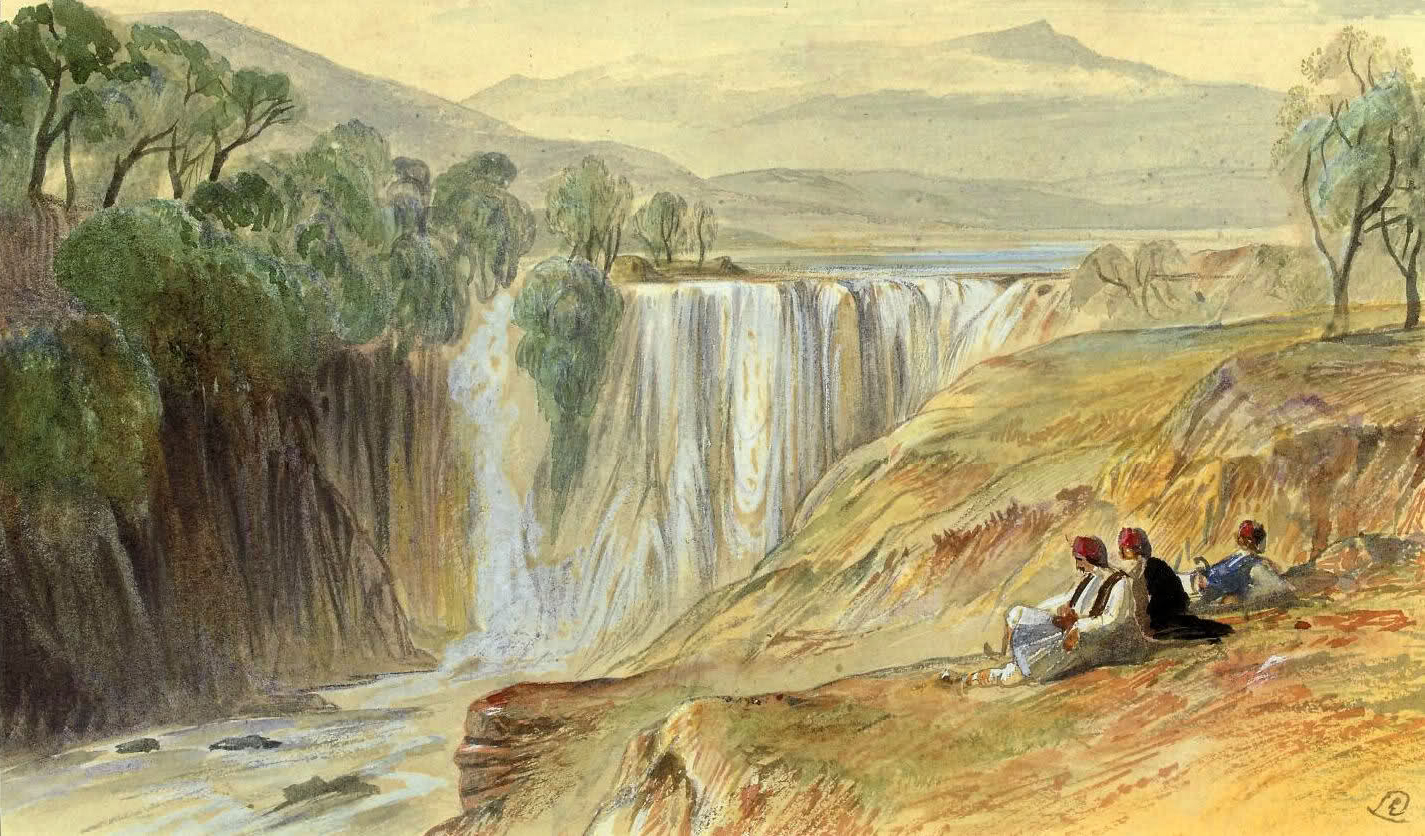
阿爾巴尼亞的瀑布，繪於1851年
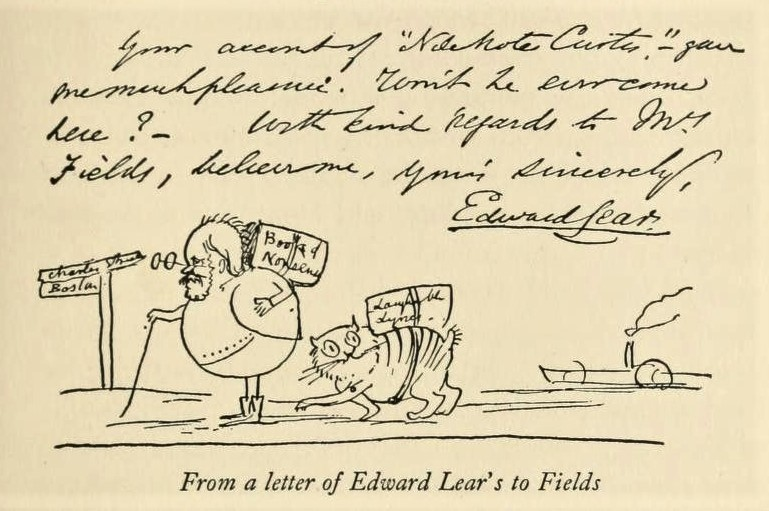
利爾在書信中的塗鴉，描繪自己與貓咪福斯

## 紀念

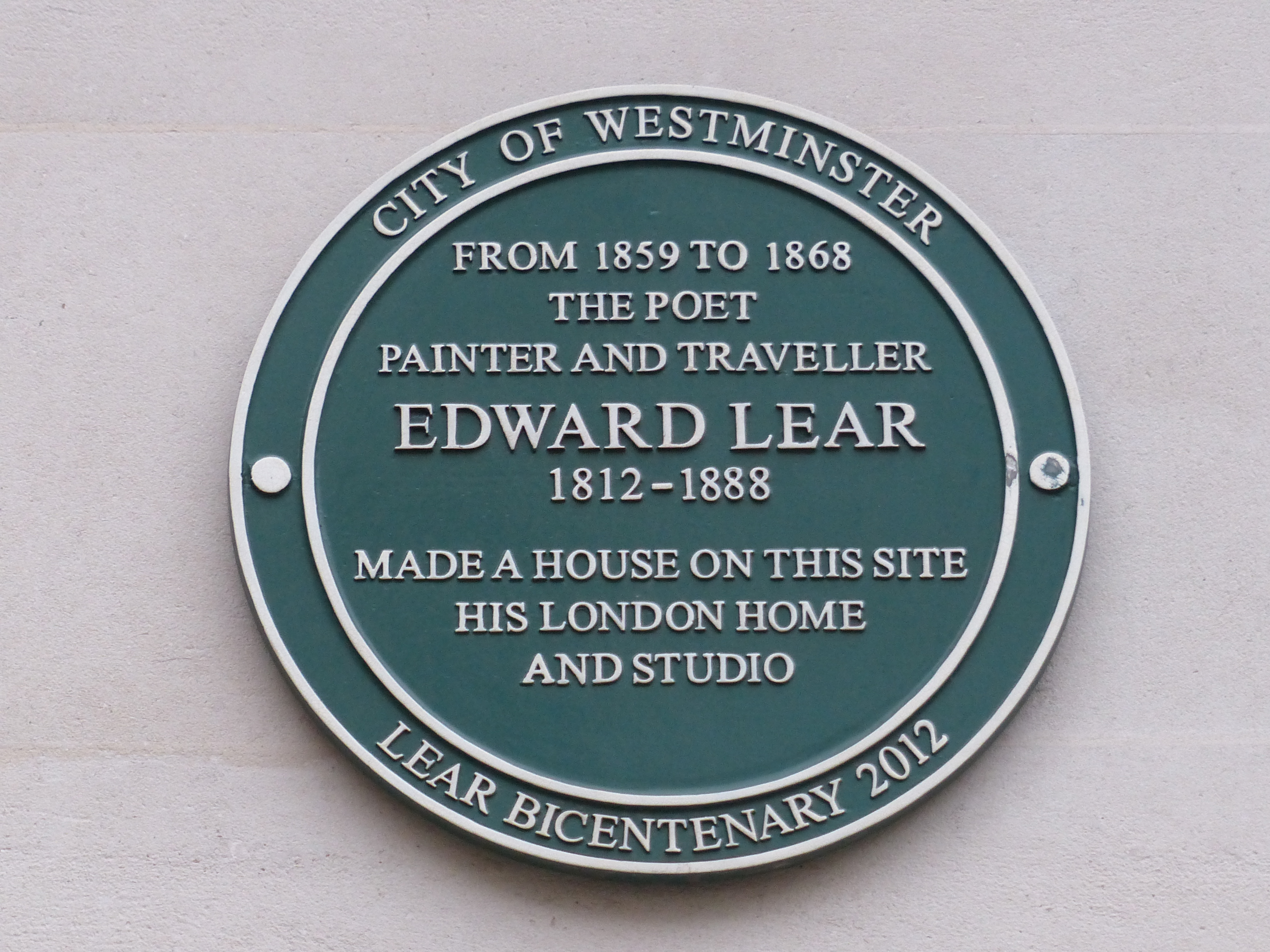
2012年安裝在倫敦利爾故居的綠色牌匾。

2012年5月12日，倫敦西敏市議會在利爾從前的住處安裝了一塊綠色牌匾，以紀念利爾兩百年誕辰。

## 外部連結
- Edward Lear的作品  - 古騰堡計劃
- 互联网档案馆中愛德華·利爾的作品或与之相关的作品
- 來自愛德華·利爾的LibriVox公共領域有聲讀物
- 愛德華·利爾在互联网电影资料库（IMDb）上的資料（英文）